# جيف براي (سياسي)
جيف براي هو سياسي كندي، ولد في 1964. حزبياً، نشط في BC United ‏.